# Game Party
Game Party é um jogo de video game desenvolvido pela FarSight Studios e publicado pela Midway Games. O jogo é exclusivo para o Wii, sendo o primeiro na série Game Party. Foi lançado em 27 de novembro de 2007 na América do Norte, em 14 de fevereiro de 2008 na Austrália e em 15 de fevereiro de 2008 na Europa.

## Jogabilidade
Game Party possui uma coleção de jogos clássicos. Utilizando a interface de controle do Wii, o jogador pode competir em jogos clássicos como dardos, ou jogos mais modernos como Air hockey, ou ainda participar de campeonatos multiplayer de trivia. Mais de doze jogos são disponíveis. o jogador pode ganhar tickets para desbloquear mini jogos, personagens, mesas, entre outros.

## Recepção
Game Party é considerado um dos piores jogos de todos os tempos,[carece de fontes?] com uma nota do Metacritic de 25 em 100. IGN disse que esse jogo começou a onda do shovelware no Wii, criticando os gráficos e os mini-games.
Vários deram a esse jogo nota 1 em 10: Eurogamer criticou os gráficos e o fator diversão do jogo, dizendo: "A experiência de jogo Party é como ir a uma festa onde não há nada para beber além de conhaque Tesco Value, e há apenas quatro pessoas e todas são racistas e, em seguida, o seu ex vira-se e sai com uma supermodelo dinamarquesa." AceGamez criticou os controles e disse que o jogo tenta simular a diversão de jogos como WarioWare: Smooth Moves, sem sucesso.